# Toromys grandis
Toromys grandis is een zoogdier uit de familie van de stekelratten (Echimyidae). De wetenschappelijke naam van de soort werd voor het eerst geldig gepubliceerd door Johann Andreas Wagner in 1845. 

## Naamgeving
Deze soort is in 1845 oorspronkelijk beschreven als Loncheres grandis en later in de geslachten Echimys en Makalata geplaatst. In 2005 is de soort in een eigen geslacht geplaatst, Toromys.

## Kenmerken
De rug en de kop van dit dier zijn goudkleurig en zwart door elkaar; per individu varieert de verhouding. De buik is goudgeel tot lichtgeel. De staart is zwart. Het lichaam is bedekt met zachte stekels; de staart is volledig bedekt met haren. De kop-romplengte bedraagt 275 tot 354 mm, de staartlengte 244 tot 361 mm, de oorlengte 15 tot 25 mm en de achtervoetlengte 40 tot 65 mm.

## Voorkomen
De soort komt voor langs de Amazone, Rio Solimões en Rio Tapajós in de Amazonebekken van Brazilië. 